# フランチェスコ・カラッティ
フランチェスコ・カラッティ（Francesco Caratti、1615年から1620年の間に出生-1677年）は、イタリアの建築家。
ルガーノ湖近郊の村ビッゾーネ（現スイス、Bissone）に生まれ。1652年にプラハに赴き、そこで指折りの建築家となる。
彼の傑作とされているのが、チェルニン宮殿（Palais Czernin）で、30の巨大な密着したコリント式の円柱の列と、粗面仕上げの基底部が、前方に切られ、円柱の柱礎となり－中央のポーチの中に張り出している。この突出によって創り出される強烈な明暗の配合は、このファサードを、その当時のもっとも刺激的なものの一つにしている。
また、1656年起工のプラハのマグダラのマリア教会、1665年に完成するロウドニッツ（現チェコ、Raudnitz）の宮殿の東翼も建築した。